# بی‌دیلی (بیله‌سوار)
بی‌دیلی (به ترکی آذربایجانی: Bəydili) یک منطقه مسکونی در جمهوری آذربایجان است که در شهرستان بیله‌سوار (جمهوری آذربایجان) واقع شده است. بی‌دیلی ۵۲۷۶ نفر جمعیت دارد.